# Casa Cortit
Casa Cortit és una masia del poble de Castissent, a l'antic terme de Fígols de Tremp, pertanyent actualment al municipi de Tremp, protegida com a bé cultural d'interès local.
Està situada al sud-est del turó on hi ha l'església de Castissent, a llevant de Casa l'Agustí; és una de les masies més properes a l'antic nucli del poble.

## Descripció
La masia inclou l'habitatge i un seguit de corrals i coberts complementaris. L'habitatge és un edifici que està format per la conjunció de diverses naus annexes. La nau central s'aixeca sobre dues plantes i golfes. L'aparell és de pedra del país sense treballar rejuntada amb fang. El parament es mostra sense arrebossar. Les obertures, majoritàriament amb llinda de fusta, estan distribuïdes sense ordre. A la banda est trobem la porta d'accés d'arc de mig punt adovellat. A sobre hi ha un balcó amb barana de ferro. A la façana sud hi ha un balcó amb barana de fusta. La coberta és a doble vessant construïda sobre embigat de fusta i teula ceràmica.
A prop -sud-est- de la casa hi ha les restes de l'antiga capella romànica de Sant Miquel.